# 아무다리야강
아무다리야강(Amu Darya, 러시아어: Амударья, 페르시아어: آمودریا, Darya)은 파미르고원에서 발원해, 힌두쿠시산맥을 빠져서 투르크메니스탄과 우즈베키스탄의 국경 지대의 북서쪽에서 흐르는 강이다. 고대에는 옥수스강(Oxus), 중세에는 지훈강(جيحون)이라고 불리기도 했다. 원래는 아랄해로 흘러서 들어갔지만, 면화 재배를 목적으로 한 과도한 관개로 인한 사막화로 인해 현재는 사막 쪽에서 사라지고 있다. 연장 1450 km(원래는 2400 km). "다리야"는 투르크어로 "강"의 의미이므로 "아무강"이라고 표기하는 경우도 볼 수 있다. 일부 구간은 우즈베키스탄 · 타지키스탄과 아프가니스탄의 국경으로 기능하고 있다.

## 같이 보기
- 트란속시아나
- 시르다리야강